# Erišum I.
Erišum I. (na napisih me-ri-šu, v kasnejših besedilih mAPIN-ìš, na njegovih pečatih in pečatih njegovin neposrednih naslednikov  pa vedno z začetnico i - si je želel) je bil asirski vladar, ki je vladal okoli 1905 pr. n. št. — okoli 1866 pr. n. št. (kratka kronologija) ali okoli 1974 pr. n. št. — okoli 1935 pr. n. št. (srednja kronologija).  Bil je sin svojega predhodnika Ilu-šume in po Seznamu asirskih kraljev 33. vladar Asirije. Vladal je štirideset let. Ena od dveh kopij Seznama navaja, da je vladal samo trideset let, kar je v neskladju s popolnim seznamom njegovih limmujev, ki obsega okoli štirideset imen. Seznam limmujev so odkrili v Karumu Kaneš. Naslavljal se je z "Ašur je kralj, Erišum I. je njegov namestnik". V času, ko je v Ašurju vladala oligarhija patriarhov uglednih družin in je bil podrejen "sodbi mesta" (dīn alim) se je naslavljal z "Išši'ak Aššur" - "upravnik Ašurja". Po Veenhofu se je z vladavino Erišuma I. začelo obdobje, ko je bila uvedena institucija letno imenovanih limmujev (eponimov). Asirski seznami kraljev uvrščajo šest njegovih neposrednih predhodnikov v kategorijo vladarjev, "katerih limmuji/eponimi niso znani/najdeni".

## Življenje
Ko so ašurska družinska trgovska podjetja začela živahno širiti svojo dejavnost, je Erišum I. ob pomembnih trgovskih poteh v Anatoliji ustanovil oddaljene trgovske postaje, imenovane karum. Med najpomembnejšimi karumi so bili Kaneš, Ankuva, Hatuša in še osemnajst drugih, katerih lokacije še niso znane. Nekatere postaje, imenovane  vabatum, so bile satelitske in  podrejene karumom. Trgovalo se je s kositrom, tekstilom, lapisom lazuli, železom, antimonom, bakrom, bronom, volno in žitom v zameno za zlato in srebro.
V Kanešu so našli približno 23.000 glinenih tablic, napisanih v obdobju 129 let od tridesetega leta vladanja Erišuma I. do Puzur-Ašurja II. ali morda Naram-Sina. Leta 1948 so odkrili tri razdrobljene sezname in dve kopiji napisov Erišuma I., ki podrobno opisujejo predpise v zvezi s sodnim varstvom v Ašurju, vključno z možnostjo, da tožniki dobijo odvetnika (rābiṣum), da jih zastopa:
Tistega, ki preveč govori na Stopniščnih vratih, bo demon uničenja zgrabil za usta in [zadnje] noge; zdrobil mu bo glavo, kot se zdrobi lončen lonec; padel bo kot polomljen trs in voda mu bo tekla iz ust. Hiša tistega, ki preveč govori na Stopniščnih vratih, bo postala hiša ruševin. Tistega, ki vstane, da bi lažno pričal, lahko [sedem] sodnikov, ki odločajo o pravnih zadevah [na Stopniščnih vratih], obsodi za lažno pričevanje;  [naj Ašur], Adad in Bel, [moj bog, oskubi njegovo seme]; kraj […], ki mu ga ne smejo dati.
[Tistemu, ki ...] ... me uboga, [ko gre] do Stopniščnih vrat, [lahko] dvorni namestnik [pomaga]; [lahko pošlje] priče in tožnika [na sodišče]; [lahko] sodniki [prevzamejo zadevo] in sprejmejo pravilno odločitev [v Aš]urju.
— Napis Erišume I.
Erišum I. je po zgledu na svojega očeta Ilu-šumo objavil davčne oprostitve ali, kot je razložil Michael Hudson, "razglasil odpust dolgov, plačljivih v srebru, zlatu, bakru, kositru, ječmenu, volni in vse do plev". Oprostitve so zapisane na  eni strani velikega zlomljenega bloka alabastra. Plitvo vdolbino na vrhu bloka  so nekateri prepoznali kot tečaj vrat.
Njegovi številni sodobni napisi slavijo njegovo gradnjo templja za boga Ašurja, imenovanega "Divji bik", z dvoriščem in dvema pivskima kadema ter pripadajočimi prekletstvi  za tiste, ki bi jih uporabili v svojo korist. Med drugimi zgradbami Erišuma I. sta bila tudi Ištarin  in Adadov tempelj. Očistil je območje od Ovčjih vrat do Ljudskih vrat, da je omogočil širitev mestnega obzidja in se lahko pohvalil, da je "postavil zid, višji od zidu, ki ga je zgradil njegov oče." Na njegove dosežke sta se kasneje spomnila Šamši-Adad I. pri svoji obnovi obzidja  in Šulmanu-ašared I., ki je ugotovil, da je od del Erišuma I. do del  Šamši-Adada I. minilo 159 let in nadaljnjih 580 let do njegove obnove po požaru, ki ga je uničil.

## Limmuji med vladanjem Erišuma I.
Na seznamu so izvoljeni letni limmuji od prvega polnega leta vladanja Erišuma I. do njegove smrti okoli leta 1935 pr. n. št. (srednja kronologija)."
1974 pr. n. št.  Šu-Ištar, sin Abile 
 
1973 pr. n. št.  Šukutum, sin Išuhuma 

1972 pr. n. št.  Idin-ilum, sin Kurub-Ištarja 

1971 pr. n. št.  Šu-Anim, sin Isalija 

1970 pr. n. št.  Anah-ili, sin Kikija 

1969 pr. n. št.  Suitaja, sin Iribuma

1968 pr. n. št.  Daja, sin Išuhuma 

1967 pr. n. št.  Ili-elat 

1966 pr. n. št.  Šamaš-tab 

1965 pr. n. št.  Agusa 

1964 pr. n. št.  Idnaja, sin Šudaje 

1963 pr. n. št.  Kukadum, sin Buzuja 

1962 pr. n. št.  Puzur-Ištar, sin Bedakija

1961 pr. n. št.  Lakip, sin Bab-idija

1960 pr. n. št.  Šu-Laban, sin   Kurub-Ištarja 

1959 pr. n. št.  Šu-Belum, sin   Išuhuma 

1958 pr. n. št.  Nab-Suen, sin Šu-Ištarja

1957 pr. n. št.  Hadaja, son   Elalija 

1956 pr. n. št.  Enum-Ašur, sin Begaje 

1955 pr. n. št.  Ikunum, son of Šudaya
 
1954 pr. n. št.  Ismid-ili, sin Idide

1953 pr. n. št.  Buzutaja, sin Išuhuma 

1952 pr. n. št.  Šu-Ištar, sin Amaje  

1951 pr. n. št.  Idin-Ašur, sin svečenika 

1950 pr. n. št.  Puzur-Ašur,  maslar  

1949 pr. n. št.  Kukadum, sin Buzuja 

1948 pr. n. št.  Ibni-Adad, sin Susaje  

1947 pr. n. št.  Irišum, son of Adad-rabi 

1946 pr. n. št.  Minanum, sin Begaje  

1945 pr. n. št.  Idin-Suen, sin Šalim-ahuma 

1944 pr. n. št.  Puzur-Ašur, sin Idnaje  

1943 pr. n. št.  Šuli, son of Uphakum 

1942 pr. n. št.  Laqip, sin Zukue 

1941 pr. n. št.  Puzur-Ištar, sin Erisue

1940 pr. n. št.  Aguva, sin Adad-rabija 

1939 pr. n. št.  Šu-Suen, sin Silile  

1938 pr. n. št.  Enum-Ašur, sin Begaje 
 
1937 pr. n. št.  Ena-Suen, sin Pusanuma

1936 pr. n. št.  Enanum, sin Uphakuma 

1935 pr. n. št.  Buzi, sin Adad-rabija

## Napisi
1. ↑  Khorsabad kinglist.
2. ↑  SDAS Kinglist: [mE-ri-š] u DUMU mDINGIR-šum-ma, [šá li-ma-ni? -šu-ni 10] + 30 MU.MEŠ LUGAL-ta DÙ-uš.
3. ↑  KEL A (kt 92/k 193), na CDLI. Arhivirano 15. decembra 2012-12-15 na Archive.today.
4. ↑  da-šùr LUGAL i-ri-šu-um PA.
5. ↑   Tablet copies: An 201139 and An 20114.
6. ↑  115689, Ass. 16850.